# Воронецкая, Татьяна Владленовна
Татья́на Владле́новна Вороне́цкая (род. 5 мая 1958, Москва) — российский  кинорежиссёр, сценарист и продюсер, член Союза кинематографистов, основатель и генеральный директор кинокомпании «Россфильм» с 1993 года. Президент Международного кинофестиваля «Восток & Запад. Классика и авангард» в городе Оренбурге, фестиваля российского кино «Русские потешки» во Франции и недель российского кино в Австрии, Люксембурге, Германии.

## Биография
Татьяна Владленовна Воронецкая родилась 5 мая 1958 года в Москве. В 1981 году окончила сценарно-киноведческий факультет ВГИКа, курс Нины Тумановой.
Карьеру начинала в киностудии «Союзмультфильм», где вела исследования в области мультипликации и публиковала научные статьи в российских и западных кинематографических изданиях.
С 1983 по 1990 год работала в Госкино СССР, курировала научные разработки и модернизацию учебных процессов в кинематографическом образовании. В это же время, окончив аспирантуру ВГИКа, занималась преподавательской деятельностью и занимала должность научного секретаря.
В 1992 году в издательстве «Искусство» выпустила биографическую книгу о Леониде Филатове, которая в последующие годы неоднократно переиздавалась. После публикации начала активно сотрудничать и создавать совместные проекты с Леонидом Филатовым. Была продюсером его фильма «Свобода или смерть», в котором Филатов выступил как режиссёр и сыграл главную роль, однако из-за его болезни съёмки были остановлены (по материалам фильма в 2001 году был выпущен документальный фильм «О, не лети так, жизнь… Леонид Филатов»).
В 1993 году совместно с Сергеем Соловьёвым создала при ВГИКе экспериментальную актёрско-режиссёрскую Театр-студию «АРС—90».
В 1993 году основала кинокомпанию «Россфильм», является её генеральным директором. Первым проектом компании стала мистическая драма «АнтиФауст» немецкого режиссёра Георга Фризена. За свою историю кинокомпания «Россфильм» сделала около 50 документальных и 7 художественных фильмов.
В конце 1990-х годов Татьяна Воронецкая стала снимать документальные фильмы в качестве режиссёра, а в 2003 году дебютировала как режиссёр полнометражного игрового фильма «Рецепт колдуньи».
В 2002 году совместно с Французской синематекой основала в Париже фестиваль русского кино под названием «Русские потешки». Вскоре также начала проводить недели русского кино и в Австрии, Германии, Швейцарии, Люксембурге.
С 2008 года Татьяна Воронецкая — президент Международного кинофестиваля «Восток & Запад. Классика и авангард» в Оренбурге. Фестиваль ориентирован на фильмы Co-Production. Главный приз — золотой «Сарматский лев».
Студия Татьяны Воронецкой выпустила более шестидесяти картин различного формата. «Россфильм» активно работает с Файтом Хайдушкой, продюсером фильмов Михаэля Ханеке. В сотрудничестве со студией был организован цикл лекций продюсера для кинематографистов.

## Фильмография

### Режиссёр
- 2001 — «О, не лети так, жизнь…Леонид Филатов» (документальный)
- 2002 — «Бог хранит всё…» (документальный)
- 2003 — «Мать Владимирская» (документальный)
- 2004 — «Незнакомка» (документальный)
- 2004 — «Рецепт колдуньи»
- 2004 — «Россия, которую мы обрели» (документальный)
- 2005 — «Лига обманутых жён»
- 2005 — «Спасатели» (документальный)
- 2006 — «Чисто женская история» (документальный)
- 2007 — «Натурщица»
- 2008 — «Осип Мандельштам: Все движется любовью» (документальный)
- 2014 — «Архипелаг» / Arhipelag
- 2015 — «Белые ночи» / Belie nochi
- 2015 — «Преображение»

### Сценарист
- 2001 — «О, не лети так, жизнь…Леонид Филатов»
- 2015 — «Белые ночи» / Belie nochi
- 2015 — «Преображение» (участие)

### Продюсер
- 1993 — «АнтиФауст» (совместно с ФРГ)
- 1993 — «Свобода или смерть» (по сценарию Л. Филатова, режиссёр Л. Филатов)
- 2001 — «О, не лети так, жизнь… Леонид Филатов»
- 2002 — «Бог хранит всё…» (документальный)
- 2003 — «Мать Владимирская» (документальный)
- 2003 — «Москва 2003 в надписях и плакатах» (документальный)
- 2004 — «Москва, 2004» (документальный)
- 2004 — «Незнакомка» (документальный)
- 2004 — «Рецепт колдуньи»
- 2004 — «Россия, которую мы обрели» (документальный)
- 2005 — «Двое на земле» (документальный)
- 2005 — «Лига обманутых жён»
- 2005 — «Спасатели» (документальный)
- 2006 — «Дети проходных дворов» (документальный)
- 2006 — «Чисто женская история» (документальный)
- 2006 — «P.S. РОК» (документальный)
- 2007 — «Натурщица»
- 2007 — «Что день грядущий мне готовит…» (документальный)
- 2008 — «Осип Мандельштам: Всё движется любовью» (документальный)
- 2008 — «Пятница. 12»
- 2008 — «Русский модерн» (документальный, 2 серии)
- 2008 — «Творить благое дело: Проклятие рода Дервизов» (документальный, 2 серии)
- 2009 — «Предзнаменования-послания из будущего»
- 2010 — «Заповедное братство» (документальный)
- 2010 — «Савва Великолепный» (документальный)
- 2011 — «БАгИ»
- 2011 — «Много ли человеку надо…» (документальный фильм)
- 2011 — «Lost Boys» (документальный)
- 2011 — «Сгоревшие рукописи» (документальный)
- 2012 — «Аварийное состояние»
- 2013 — «Думай, думай…»
- 2013 — «Иуда» (генеральный продюсер)
- 2014 — «Архипелаг» / Arhipelag
- 2015 — «Белые ночи» / Belie nochi
- 2015 — «Венский конгресс» / Venskiy kongress (документальный)
- 2015 — «Преображение»
- 2021 — «Красный призрак»
- 2022 — «Фургон желаний»
- 2022 — «Айназ» (короткометражка; генеральный продюсер)
- 2022 — «Дом в моей голове» (документальный)
- 2023 — «Легенда о самбо» (исполнительный продюсер)

## Признание и награды

### «О, не лети так, жизнь… Леонид Филатов»
- Приз братьев Люмьеров — Большая серебряная медаль (2001).
- Приз открытого фестиваля «Кинотавр» (2001) за лучший документальный фильм.
- Приз фестиваля «Литература и кино» (2002) за честь и достоинство.

### «Мать Владимирская»
- Приз «Сталкер» (2002).

### «Рецепт колдуньи»
- Приз фестиваля «Улыбнись, Россия!» (2005) за лучшую режиссёрскую работу.
- Приз фестиваля «Балтийские дебюты» (2005) за лучшую режиссёрскую работу.
- Приз фестиваля «Кинотавр» (2004) за лучшую музыку к фильму.

### «Натурщица»
- Приз «Снято!» Татьяне Владленовне Воронецкой от Ассоциации Российских продюсеров «за лучший продюсерский проект 2008 года».

### «Пятница. 12»
- Приз Гильдии киноведов и кинокритиков на фестивале «Киношок» (2009).

### «БАгИ»
- Приз конкурса полнометражных дебютов «Новые звёзды» на 4-м Канадском международном кинофестивале в городе Ванкувер (2011).
- Специальное упоминание жюри секции дебютных фильмов «Перспективы» на Московском международном кинофестивале (2011).
- Специальный приз губернатора Оренбургской области имени сценариста Алексея Саморядова на IV Международном кинофестивале «Восток-Запад. Классика & Авангард» (2011).

### «Аварийное состояние»
- Участник конкурсной программы 23-го фестиваля «Кинотавр» (2012).

### «Архипелаг»
- Приз зрительских симпатий и специальный приз жюри на Международном кинофестивале «Кимера» в Италии (2015).

## Книги
- Воронецкая Т. В. Леонид Филатов. — М.: Искусство, 1992. — 176 с.
- Воронецкая Т. В. Леонид Филатов: Жизнь и творчество. — М.: Эксмо, 2003. — 384 с.